# Louder Than Hell
 (mai 2017).
Si vous disposez d'ouvrages ou d'articles de référence ou si vous connaissez des sites web de qualité traitant du thème abordé ici, merci de compléter l'article en donnant les références utiles à sa vérifiabilité et en les liant à la section « Notes et références ».
Albums de Manowar
The Triumph of Steel
(1992) Warriors of the World
(2002)
Louder Than Hell est le 8e album studio du groupe de heavy metal Manowar sorti en 1996.
Cet album marque le retour de Scott Columbus derrière la batterie: la chanson Return of the Warlord lui est dédiée. C'est aussi le premier album avec le guitariste Karl Logan qui continue d'officier au sein du groupe depuis.

## Chansons
Toutes les pistes par Joey DeMaio, sauf indication.
1. Return of the Warlord - 5:19 - (J. DeMaio, K. Logan)
2. Brothers of Metal - 3:54
3. The Gods Made Heavy Metal - 6:03 - (J. DeMaio, K. Logan)
4. Courage - 3:49
5. Number 1 - 5:11
6. Outlaw - 3:22 - (J. DeMaio, K. Logan)
7. King - 6:25
8. Today Is a Good Day to Die - 9:42
9. My Spirit Lives On - 2:09 - (J. DeMaio, K. Logan)
10. The Power - 4:09

## Formation
Eric Adams - Chant 

Karl Logan - Guitare 

Joey DeMaio - Basse 

Scott Columbus - Batterie